# روبن كامبل
روبن كامبل هو سياسي كندي، ولد في 9 سبتمبر 1955. حزبياً، نشط في الرابطة التقدمية المحافظة في ألبرتا ‏. وقد انتخب عضو الجمعية التشريعية ألبرتا.